# Gordon Durie
Pour les articles homonymes, voir Durie.
Gordon Scott Durie, né le 6 décembre 1965 à Paisley, est un footballeur international écossais, évoluant au poste d'attaquant reconverti entraineur.

## Biographie

### Carrière entraineur
- 2012-nov. 2012 : East Fife -  Écosse[1]